# Телефонні коди Швейцарії
Телефонні номери в Швейцарії визначаються та присвоюються відповідно до швейцарського телефонного плану нумерації, який адмініструється Федеральним управлінням зв'язку Швейцарії. План кілька разів змінювався, а остання реорганізація була запроваджена в березні 2002 року.

## План 2002 року
Швейцарський телефонний план нумерації реалізує рекомендацію ITU-T E.164 і позначається як E.164/2002 на основі останньої великої ревізії у 2002 році. Це закритий план нумерації, що означає, що всі телефонні номери, включаючи код зони, мають фіксовану кількість цифр. Швейцарські коди зон офіційно називаються національними кодами призначення (NDC). Повний телефонний номер складається з десяти цифр: 0xx xxx xx xx. Розрізняють два формати: три цифри для NDC і сім цифр для номера абонента, та чотири цифри для NDC і шість цифр для номера абонента. Однак існують деякі винятки.
Відповідний план набору вимагає, щоб усі номери, навіть для місцевих дзвінків, набиралися з присвоєним NDC, на відміну від попередніх планів. При наборі зсередини країни необхідно набирати префікс 0.
План кілька разів змінювався, наприклад, перехід нумераційної зони 01 на 044 та 043.

## Національний код призначення
Національний код призначення (NDC) — це код зони для швейцарських телефонних номерів. У межах Швейцарії перед NDC необхідно набирати магістральний код 0, тоді як з міжнародних напрямків він не потрібен.
Телефонні номери є переносними між нумераційними зонами (ZN) або між мобільними операторами, тому NDC не означає, що абонент фактично знаходиться в певній зоні або обслуговується певним мобільним оператором. Для стаціонарних телефонів це тепер лише вказівка на регіон, де номер був спочатку присвоєний абоненту.
Національні коди призначення є такими.
- 21 – ZN Лозанна
- 22 – ZN Женева
- 24 – ZN Івердон, Егль
- 26 – ZN Фрібур
- 27 – ZN Вале/Валліс
- 31 – ZN Берн та прилеглі райони.
- 32 – ZN Біль/Б'єнн, Невшатель, Золотурн, Юра
- 33 – ZN Бернське високогір'я
- 34 – ZN Регіон Берн-Емме
- 41 – ZN Центральна Швейцарія (Люцерн, Урі, Швіц, Обвальден, Нідвальден, Цуг)
- 43 – ZN Цюрих
- 44 – ZN Цюрих (раніше 1)
- 51 – залізничні телекомунікаційні мережі (SBB CFF FFS)
- 52 – ZN Вінтертур, Шаффгаузен
- 55 – ZN Рапперсвіль
- 56 – ZN Баден, Цурцах
- 58 – бізнес-телекомунікаційні мережі
- 61 – ZN Регіон Базель
- 62 – ZN Регіон Ольтен–Лангенталь–Ааргау-Захід
- 71 – ZN Регіон Східна Швейцарія (Санкт-Галлен, Тургау, Аппенцелль-Ауссерроден, Аппенцелль-Іннерроден)
- 74 – мобільні послуги: пейджингові послуги
- 75 – мобільні послуги: GSM / UMTS - Swisscom
- 76 – мобільні послуги: GSM / UMTS - Sunrise (з MVNO: Yallo, TalkTalk, Lebara, MTV Mobile, Aldi)
- 77 – мобільні послуги: GSM / UMTS - різні MVNO: M-Budget (774), Wingo (775), Mucho, Lycamobile (779), ok.-mobile, Tele2
- 78 – мобільні послуги: GSM / UMTS - Salt Mobile (з MVNO: CoopMobile до 2018-12-31, UPC Switzerland до 2018-12-31)
- 79 – мобільні послуги: GSM / UMTS - Swisscom
- 800 – безкоштовні номери
- 81 – ZN Кур
- 840 – номери зі спільною оплатою
- 842 – номери зі спільною оплатою
- 844 – номери зі спільною оплатою
- 848 – номери зі спільною оплатою
- 086 – доступ до голосової пошти (+ 9 цифр телефону без початкового 0; наприклад, +41 086 66 555 44 33 — це голосова пошта +41 66 555 44 33)
- 868 – тестові номери - недоступні з-за кордону
- 869 – код доступу до VPN (+ 3–10 цифр)
- 878 – персональні номери (UPT)
- 900 – послуги з підвищеною оплатою для бізнесу, маркетингу
- 901 – послуги з підвищеною оплатою для розваг
- 906 – послуги з підвищеною оплатою для розваг для дорослих
- 91 – ZN Тічино, Моеза
- 98 – номери для міжмережевої маршрутизації - недоступні з-за кордону - не для набору
- 99 – внутрішні мережеві номери - недоступні з-за кордону - не для набору

### Короткі коди
Короткі коди набору присвоюються для спеціальних послуг або мережевих функцій.
- 0 – Магістральний префікс для дзвінків у межах Швейцарії
- 00 – Міжнародний телефонний префікс
- 1 – Короткі номери, див. таблицю нижче (довжина 3, 4 або 5 цифр)
- 107xx – Код вибору оператора (+ національний або міжнародний номер)
- 108xx – Код вибору оператора (+ національний або міжнародний номер)
- 112 – Поліція
- 1145 – Довідкова служба для сліпих/людей з вадами зору (Swisscom)
- 117 – Поліція
- 118 – Пожежна служба
- 140 – Дорожня допомога (TCS)
- 1414 – Повітряна швидка допомога (REGA - за межами Вале)
- 1415 – Повітряна швидка допомога (Air Glaciers - лише у Вале)
- 143 – Психологічна допомога («Рука допомоги»)
- 144 – Швидка допомога
- 145 – Екстрена допомога при отруєннях
- 147 – Гаряча лінія для дітей
- 1600 – Регіональна голосова пошта з оголошеннями
- 161 – Точний час (закрито)
- 163 – Звіти про дорожній рух та туристична інформація
- 164 – Спортивні новини та лотерея
- 166 – Залізнична інформація
- 176 – Система польових запитів
- 187 – Інформація про снігові лавини
- 188 – Інформація про виставки
- 1802 – Довідкова служба (Tele2, при наборі перенаправляється на 1818)
- 1811 – Довідкова служба (Swisscom)
- 1818 – Довідкова служба (Sunrise)
- 1880 – Довідкова служба (Salt)

## Альтернативний запропонований план
Замість E.164/2002 був запропонований інший, більш амбітний план нумерації. У цьому плані префікс 0 скасовувався, а коди зон визначалися по-іншому: 20-49 для географічних зон, 50-59 зарезервовані, 60-69 для загальнонаціональної нумерації, 70-79 для мобільних послуг, 80-89 для номерів зі спільною оплатою та безкоштовних, 90 для послуг з підвищеною оплатою. План не був реалізований через необхідність зміни занадто великої кількості телефонних номерів та префіксів, що пов'язано з високими витратами.

## Зміни

### Після 2002 року
Код зони 01 було замінено на 044 (Цюрих).

### Між 1996 та 2002 роками (план 2002)
29 березня 2002 року швейцарський план набору змінився на закритий, тобто префікс зони став обов'язковим і для місцевих дзвінків.
- 058 - Корпоративний доступ (з 1 червня 2000 року)

### До 1996 року (план 1996)
Попередній план скасував багато кодів зон і додав сьому цифру до телефонних номерів (зазвичай номер формату (0xx) yx xx xx ставав (0dd) zzx xx xx).
- 023 – Короткий префікс для деяких регіонів Франції
- 025 – Шабле, з 2 листопада 1996 року в зоні 024
- 026 – Мартіньї, з 2 листопада 1996 року в зоні 027
- 028 – Верхнє Вале, з 2 листопада 1996 року в зоні 027
- 029 – Грюйер/Пеї-д'Ено, з 2 листопада 1996 року в зоні 026
- 030 – Цвайзіммен, з 9 листопада 1996 року в зоні 033
- 035 – Лангнау-ім-Емменталь, з 9 листопада 1996 року в зоні 034
- 036 – Інтерлакен, з 9 листопада 1996 року в зоні 033
- 037 – Фрібур, з 2 листопада 1996 року в зоні 026[5]
- 038 – Невшатель, з 9 листопада 1996 року в зоні 032
- 039 – Ла-Шо-де-Фон, з 9 листопада 1996 року в зоні 032
- 040 – Telepage Swiss (пейджер)
- 042 – Цуг, з 23 березня 1996 року в зоні 041
- 043 – Швіц, з 23 березня 1996 року в зоні 041
- 044 – Альтдорф, з 23 березня 1996 року в зоні 041
- 045 – Зурзе, з 23 березня 1996 року в зоні 041
- 046 – Безкоштовні номери, перенесено на 155, а потім на 0800
- 051 – Цюрих, перенесено на 01+7 цифр, потім замінено на 044
- 053 – Шаффгаузен, з 23 березня 1996 року в зоні 052
- 054 – Фрауенфельд, з 23 березня 1996 року в зоні 052
- 057 – Волен, з 23 березня 1996 року в зоні 056
- 058 – Гларус, з 23 березня 1996 року в зоні 055
- 059 – Короткий префікс для регіонів Німеччини, а також для частин Франції навколо Женеви та північної Італії
- 061 – Базель
- 062 – Ольтен
- 063 – Лангенталь, скасовано та інтегровано в зону 062 (регіон Лангенталь Оберааргау)
- 064 – Аарау, скасовано та інтегровано в зону 062 (регіон Аарау, Фрікталь)
- 065 – Золотурн, з 9 листопада 1996 року інтегровано в зону 032
- 066 – Делемон, з 9 листопада 1996 року інтегровано в зону 032
- 067 – Короткий префікс для німецьких/французьких регіонів навколо Базеля та Ельзасу/Південного Бадена
- 068 – Короткий префікс для деяких німецьких/французьких регіонів навколо Базеля та Ельзасу/Південного Бадена
- 069 – Короткий префікс для деяких німецьких/французьких регіонів навколо Базеля та Ельзасу/Південного Бадена
- 071 – Санкт-Галлен, 30 березня 1996 року
- 072 – Вайнфельден, скасовано та інтегровано в зону 071 (регіон Вайнфельден, Тургау) з 30 березня 1996 року
- 073 – Віль, скасовано та інтегровано в зону 071 (регіон Віль) з 30 березня 1996 року
- 074 – Ваттвіль, скасовано та інтегровано в зону 071 (регіон Ваттвіль, Тоггенбург) з 30 березня 1996 року
- 074 – Пейджер
- 075 – Мобільний телефон «Natel D» (Swisscom) / раніше використовувався для Ліхтенштейну (Телефонні номери в Ліхтенштейні), який був у швейцарському плані нумерації.
- 076 – Мобільний телефон Sunrise
- 077 – Мобільний телефон «Natel C»
- 078 – Мобільний телефон Salt (Orange)
- 079 – Мобільний телефон «Natel D» (Swisscom)
- 092 – Беллінцона, Мізокс та долина Каланка (GR), скасовано та інтегровано в зону 091 (Тічино)
- 093 – Локарно, скасовано та інтегровано в зону 091 (Тічино)
- 094 – Долина Левентіна, скасовано та інтегровано в зону 091 (Тічино)

## Міжнародні кордони
Німецький муніципалітет Бюзінген-ам-Гохрайн, анклав у кантоні Шаффгаузен, використовує швейцарську телекомунікаційну мережу з номерами, що мають префікс 052, поряд з німецькою, з якої номери необхідно набирати у міжнародному форматі як 004152.
Італійський муніципалітет Кампіоне-д'Італія, ексклав у швейцарському кантоні Тічино, використовує швейцарську телефонну мережу і є частиною швейцарського плану нумерації, хоча деякі італійські номери використовуються муніципальною радою, які мають той самий діапазон нумерації +39 031, що й місто Комо.
Ліхтенштейн раніше використовував швейцарський телефонний план нумерації з кодом зони 075. (Цей номер набирався як +41 75 з-за меж Швейцарії та Ліхтенштейну). Однак 5 квітня 1999 року він отримав власний міжнародний код +423. Отже, дзвінки зі Швейцарії тепер вимагають міжнародного набору з використанням префікса 00423 та семизначного номера.